# Adel verpflichtet
Adel Verpflichtet, traducibile con l'espressione noblesse oblige, è un gioco da tavolo ideato da Klaus Teuber del 1990. Il gioco è stato pubblicato anche sotto i titoli Hoity Toity, By Hook or Crook e Fair Means of Foul (traducibili rispettivamente con Snob, Di Riffa o di Raffa e Con Qualunque Mezzo).

## Descrizione
I giocatori impersonano i membri del prestigioso Club delle Antichità. Il loro scopo è entrare in possesso della migliore collezione di oggetti antichi. A ogni turno sono possibili due opzioni:
- partecipare a un'asta nel Salone dell'Asta;
- partecipare a una mostra con gli oggetti in possesso nel Castello.

L'esito delle azioni dei giocatori dipende dalle loro scelte e dalle loro carte giocate nelle due diverse occasioni. Il gioco dunque include una considerevole componente deduttiva. Il vincitore è il giocatore che coprirà l'intero percorso sulla plancia, oppure chi si troverà più avanti alla fine dell'ultimo turno.

## Premi
Il gioco Adel verpflichtet nel 1990 ha vinto i premi Spiel des Jahres e Deutscher Spiele Preis.